# Банда Геннадия Шпета
Банда Геннадия Шпета — преступная группировка, действовавшая в 1997—1999 годах в Новосибирске и Новосибирской области.

## Создание банды
Геннадий Петрович Шпет родился 15 марта 1959 года в Кемерове. Он окончил школу, ПТУ, отслужил в армии. В Новосибирск Шпет приехал в 1990 году и некоторое время работал машинистом поезда. Затем он попытался организовать торговый бизнес. Для этого он продал свою квартиру, купил матери дом в Болотном, а на оставшиеся средства закупил товар. За 3 года коммерческой деятельности больших денег Шпет не заработал, зато задолжал 56 тысяч долларов. После этого Шпет решил создать банду. В короткие сроки он собрал нескольких безработных — Олега Чернявского, Виталия Акулича, Евгения Кудиенко, Николая Антонова и неоднократно судимого Александра Козодоя. Также Шпет приобрёл три самодельных револьвера, восемь гранат и газовый пистолет.

## Преступления банды
Работавший на новосибирском вещевом рынке Шпет узнавал о предпринимателях, на которых бандиты впоследствии совершали нападения. В апреле 1997 года Шпет, Чернявский и Козодой остановили автомобиль «Волга» и попросили водителя довезти их до садового общества, расположенного за городом. Доехав до места, Шпет выхватил пистолет и выстрелил в голову водителя. Бандиты закопали тело в лесу. Затем они установили на машине проблесковый маячок, надели камуфляжную милицейскую форму, чёрные вязаные шапки и поехали на трассу Новосибирск — Ленинск-Кузнецкий. На шоссе один из бандитов с помощью милицейского жезла остановил автобус, в котором ехали торговцы-«челноки». Шпет, Чернявский и Козодой в масках ворвались в автобус и, угрожая водителю оружием, приказали ему переехать на просёлочную дорогу и остановиться. После чего, обойдя салон автобуса, бандиты ограбили пассажиров, приказали водителю не трогаться с места в течение получаса и уехали на своём автомобиле, который они затем бросили на одной из улиц Новосибирска.
Через 2 недели двое бандитов совершили нападение на женщину-предпринимателя в Новосибирске. В то утро предпринимательница должна была ехать в Москву за товаром, у неё была с собой крупная сумма денег. Когда она вышла из подъезда и направлялась к автомобилю за углом, поджидавшие её бандиты попытались вырвать у неё сумку. Женщина вырвалась и побежала, и тогда один из бандитов выстрелил в воздух. Услышав выстрел, брат женщины, ожидавший её в автомобиле, бросился к месту происшествия, на ходу доставая свой газовый пистолет. В это время Шпет ударил женщину, а другой бандит вырвал у неё сумку с деньгами. Брат женщины стал стрелять по убегающим бандитам, но те благополучно скрылись.
Следующее преступление банда совершила в городе Болотное Новосибирской области. Шпет и ещё один бандит ворвались в частный дом. Выстрелив для устрашения в телевизор, Шпет потребовал у хозяина дома Комиссарова деньги, вырученные им от продажи автомобиля. Тот подчинился, но бандиты решили, что этого им недостаточно. Оставив семью Комиссарова в заложниках, бандиты приказали ему в течение нескольких минут найти ещё денег. Комиссаров занял деньги у соседа и отдал их бандитам, которые взяли ещё что-то из вещей и скрылись.
Вскоре бандиты совершили нападение на дом торговцев в районном центре Тогучин. Они приехали туда ночью, оборудовали наблюдательный пункт в недостроенной бане на соседнем участке и ждали, когда торговцы уедут, после чего убили собаку во дворе и ворвались в дом. Находящаяся там девушка отдала налётчикам деньги и коллекцию золотых монет.
Далее бандиты стали совершать разбойные нападения в Новосибирске и области каждую неделю, а иногда два раза в неделю. Их жертвами стали более десяти предпринимателей.
Рано утром 11 октября 1997 года в подъезде одного из домов Новосибирска бандиты подкарауливали предпринимателя Ахмадова, который собирался ехать на вещевой рынок с партией канцтоваров. Когда предприниматель спускался по лестнице с коробками товаров в руках, бандиты остановили его и приказали вести их в квартиру. Но Ахмадов бросил в них коробки и попытался бежать наверх. Шпет несколько раз выстрелил в него, раненый Ахмадов упал. Бандиты скрылись, Ахмадов был доставлен в больницу, но вскоре умер.
Вечером 23 октября в селе Балта Мошковского района бандиты совершили разбойное нападение на семью Александра Гиберта. Гиберт вышел на лай собаки, увидел Шпета в чёрной маске и попытался скрыться в доме. Шпет выстрелил в него дважды через дверь, зашёл следом и добил раненого. Затем налётчики заставили жену убитого открыть сейф, после чего её связали и вместе с двумя детьми заперли в ванной.
Следующий жертвой банды стал новосибирский предприниматель Владимир Ардышев, который имел несколько торговых точек. Вечером накануне убийства Ардышев проехал по ним и собрал выручку. По-видимому, бандиты выслеживали его, узнавая, где лучше всего напасть, после чего ограбили и убили.
17 марта 1998 года в Новосибирске бандиты совершили двойное убийство. В тот день предприниматели — муж и жена Альбрехт — возвращались с вещевого рынка, у них было с собой около 45 тысяч рублей выручки. Шпет убил обоих, второй бандит сорвал с шеи убитой женщины сумочку с деньгами. После этого убийцы на машине покинули место преступления.
После двойного убийства из банды вышел Козодой. Он самостоятельно совершил несколько нападений на придорожные киоски, сельский магазин и две автозаправки. После нападений он убегал в ближайший лес. При последнем преступлении он ранил сотрудника автозаправки.
После очередного ограбления, совершённого Козодоем, вся округа была блокирована милицией. Один из экипажей ППС, патрулировавший закреплённый за ним участок, заметил Козодоя с большой спортивной сумкой, проходящего через лес неподалёку от места происшествия. Козодой был задержан, в его вещах, помимо украденного, были обнаружены револьвер и маска. На допросах он не выдал остальных бандитов.
Банда Шпета попыталась напасть на дом предпринимателей — братьев Теймуровых. Так получилось, что когда они подошли к двери, к дому подъехал бизнес-партнёр Теймуровых Пивоваров. Увидев троих людей, занявших позиции у входа в дом, Пивоваров стал подавать сигналы клаксоном, стремясь предупредить Теймуровых. Шпет направился к автомобилю и стал стрелять в него. Три пули пробили лобовое стекло, Пивоваров был ранен, прежде чем выехал из двора. В это время один из братьев Теймуровых, привлечённый шумом, вышел на порог с ружьём в руках. Двое бандитов убежали, но Шпет остался и стал стрелять в Теймурова. Тот успел отскочить за дверь. Расстреляв все патроны, Шпет скрылся. Теймуров бросился за ним, но бандиты уже уехали на автомобиле.
Банда совершила ещё несколько разбойных нападений, на этот раз на преступников и наркоторговцев. Одетые в камуфляж и маски бандиты представлялись милицией и проводили «обыск». Своих жертв они запирали в подполе.
В феврале 1999 года бандиты убили предпринимателя Ивана Оприша. В тот день он и двое других румынских предпринимателей собирались ехать в Москву за товаром. Когда в назначенное время у подъезда остановился микроавтобус, Оприш вышел из квартиры. На лестнице его убил Шпет. Когда бандиты убегали, главарь попытался убить и свидетеля — водителя микроавтобуса, но промахнулся.

## Расследование и аресты
В поисках опасной банды участвовала вся милиция Новосибирска. Были задержаны десятки воров, торговцев краденым, распространителей наркотиков, содержателей притонов и других преступников.
В марте 1998 года оперативники вышли на банду братьев Симоновых. В руках милиции оказались 8 человек, которые совершали кражи и разбойные нападения на коммерсантов. Кроме того, у подозреваемых изъяли самодельный пистолет. По заключению экспертизы, именно он использовался в большинстве убийств. Симоновы не сознавались в убийствах, они заявили, что пистолет купили у некого Никитина. Вскоре сами оперативники поняли, что за убийствами стоит не эта банда.
Милиционеры вышли на Виктора Никитина, который занимался изготовлением и сбытом оружия. К этому времени он был уже задержан за изготовление оружия и находился в СИЗО. Именно от Никитина следователи узнали, что ещё в 1997 году некий человек по имени Василий купил у оружейника пистолет. Вскоре, однако, покупатель вернулся к Никитину и попросил обменять пистолет на другой. Василий объяснил своё желание тем, что оружие ему не понравилось, и к тому же оно использовалось для убийства. Первый пистолет Василий попросил уничтожить. Но вместо этого мастер разобрал оружие и установил ствол на новый пистолет, который потом и достался братьям Симоновым. По описанию Василия милиционеры поняли, что это тот самый главарь неуловимой банды.
Банда Шпета успела совершить ещё одно преступление. На этот раз их жертвой стал водитель-экспедитор одного из частных предприятий, который собрал выручку с торговых точек фирмы и поехал на своём мини-грузовике в офис. Когда он свернул на второстепенную дорогу, перед машиной появился один из бандитов, переодетый бомжом и нёсший на плече вязанку дров. Водитель притормозил, к машине подскочил Шпет в маске, наставил на него револьвер и потребовал открыть дверь. «Бомж» бросил вязанку и тоже надел маску. Водитель резко дал задний ход, Шпет выстрелил в него, но не попал, а потом выстрелил ещё три раза вдогонку уезжающей машине. Водитель был ранен, но успел скрыться и, доехав до ближайшего шиномонтажа, вызвал «скорую» и милицию.
Уже давно милиционеры вели оперативную работу на новосибирском вещевом рынке. Однажды ими была получена информация о коммерсанте, который периодически то появлялся на рынке, то исчезал. Это был Геннадий Шпет. Трое милиционеров приехали в его дом и позвонили в дверь, Шпет открыл им и был задержан. Как впоследствии сказал главарь банды, он был готов ко всему, даже к вооружённому столкновению с милицией, но не к тому, что его арестуют так просто.
На квартире у задержанного сотрудники милиции обнаружили три самодельных пистолета, две гранаты, приспособление для бесшумной стрельбы, около 200 патронов, радиостанцию, форму сотрудников милиции. В эту же ночь Геннадий Шпет сдал своих сообщников. Были задержаны Чернявский и Акулич, с этапа в Новосибирск был возвращён осуждённый Козодой, который принимал участие не менее чем в 20 разбоях.

## Суд
Банда совершила 7 убийств, 4 покушения и 45 разбоев. На суде Шпет вёл себя вызывающе, понимая, что ему не удастся избежать высшей меры наказания. Так и случилось: в октябре 2001 года Шпет был приговорён к пожизненному лишению свободы, Александр Козодой — к 23 годам лишения свободы, Олег Чернявский — к 18 с половиной годам, Виталий Акулич — к 18. У всех них было конфисковано имущество. Николаю Антонову дали 5 лет заключения условно — такой вердикт был вынесен ему за несообщение о совершаемых преступлениях. Евгений Кудиенко был заочно приговорён к 10 годам — на тот момент он скрывался от следствия и был объявлен во всероссийский розыск. Шпет был этапирован в ИК-6 «Чёрный дельфин» в Оренбургской области.

## В массовой культуре
- Документальный фильм «Чëрная маска» из цикла «Криминальная Россия» (2005)